# Conus cacao
El Conus cacao es una especie de caracol de mar, un molusco gasterópodo marino en la familia Conidae, los caracoles cono y sus aliados.
Al igual que todas las especies dentro del género Conus, estos caracoles son depredadores y venenosos. Son capaces de «picar» a los seres humanos y seres vivos, por lo que debe ser manipulado con cuidado o no hacerlo en absoluto.

## Descripción
El tamaño de una concha en el adulto varía entre 22 mm y 55 mm.

## Distribución
Esta especie se encuentra en el océano Atlántico a lo largo de Senegal, y en el mar Mediterráneo.

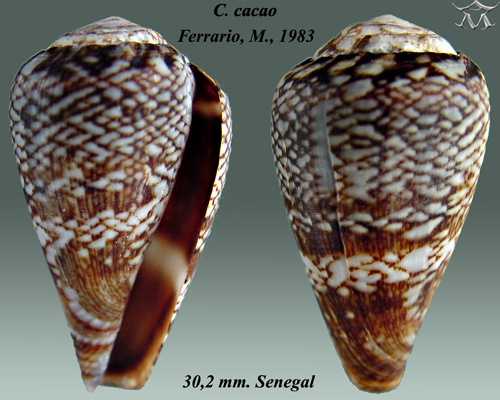
Conus  cacao Ferrario, M., 1983
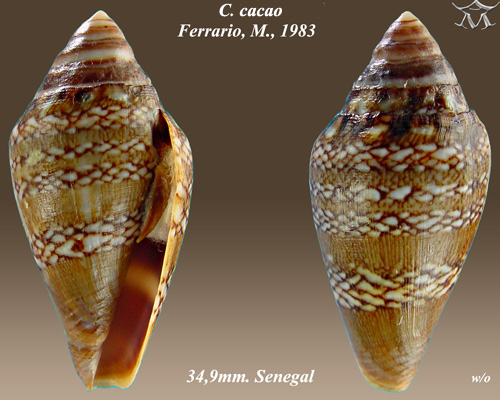
Conus  cacao Ferrario, M., 1983
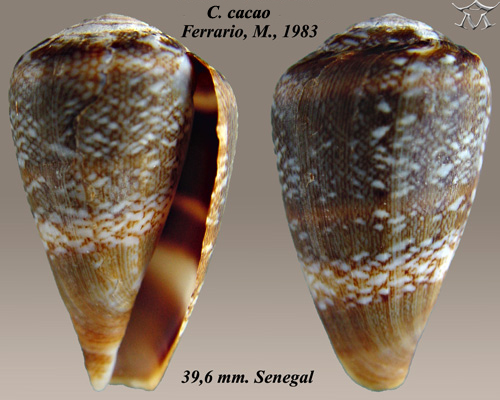
Conus  cacao Ferrario, M., 1983